# Бренвилер ла Мот
Бренвилер ла Мот (фр. Brunvillers-la-Motte) насеље је и општина у североисточној Француској у региону Пикардија, у департману Оаза која припада префектури Клермон.
По подацима из 2011. године у општини је живело 329 становника, а густина насељености је износила 50,62 становника/km². Општина се простире на површини од 6,5 km². Налази се на средњој надморској висини од 132 метара (максималној 135 m, а минималној 110 m).

## Демографија
| 1962. | 1968. | 1975. | 1982. | 1990. | 1999. | 2011. |
| ----- | ----- | ----- | ----- | ----- | ----- | ----- |
| 196   | 210   | 195   | 218   | 353   | 337   | 329   |

График промене броја становника у току последњих година